# Рудня-Почаївська
Ру́дня-Поча́ївська — проміжна залізнична станція 3-го класу Рівненської дирекції Львівської залізниці.
Розташована у селі Пустоіванне Радивилівського району Рівненської області на лінії Здолбунів — Красне між станціями Верба (10 км) та Радивилів (22 км).
Станцію було відкрито 1873 року, електрифіковано 1965 року.
У 2018 році Укрзалізниця вийшла з пропозицією закрити станцію Рудня-Почаївська через невеликий об'єм роботи — кількість відвантажених вагонів не покриває затрати на обслуговування станції.
На станції зупиняються лише приміські електропотяги.